# Teletoon+
Teletoon+ (zapis stylizowany: teleTOON+, zapis alternatywny: TeleToon+ i TeleTOON+) – polskojęzyczna stacja telewizyjna adresowana do widzów w wieku wczesnoszkolnym (dawniej dla widzów w wieku 7–16 lat) dostępna na cyfrowych platformach satelitarnych Canal+ i Polsat Box. Nadaje codziennie w godzinach od 05:00 do 02:45.

## Historia
TeleTOON+ wystartował 1 października 2011 roku, w związku z akcją „Więcej plusów”, która miała na celu dodanie symbolu „+” do nazw kanałów tematycznych Canal+ Cyfrowego. Zastąpił kanał ZigZap, nadawany od 16 października 2004 roku.
Na antenie teleTOON+ początkowo zobaczyć można było głównie seriale animowane, a także seriale aktorskie oraz autorskie programy twórców stacji. Obecnie na antenie stacji dominują animacje przeznaczone dla dzieci.
Do 30 czerwca 2014 roku kanał dzielił czas antenowy z blokiem tematycznym Hyper+ nadającym od 22:00 do 2:00. 1 lipca 2014 roku blok Hyper+ uległ likwidacji, a emisja teleTOON+ została wydłużona do 2:00.
Kanał ten jest polskim odpowiednikiem francuskiej stacji TéléTOON+ powstałej 16 grudnia 1996 roku.
30 listopada 2012 roku teleTOON+ otrzymał nagrodę dla najlepszego kanału dziecięcego podczas gali Eutelsat TV Award w Wenecji.
| Kalendarium teleTOON+ | |
| Rok | Szczegóły |
| 2011 | |
| 1 października 2011 ZigZap zmienił nazwę na teleTOON+. Tego samego dnia została uruchomiona strona internetowa kanału. 11 listopada 2011 została uruchomiona wersja HDTV kanału. W 2012 dodano logotyp Canal+. Premiery kreskówek: Mali wszechmocni; G.I. Joe: Renegaci; Dolina Koni; Zielony patrol; Gawayn; Miasto kur. Premiera serialu: Giganci. Premiery programów: teleTOON+ poznajmy się; Zagadki teleTOON+; teleTOON+ sport; teleTOON+ gry. Premiery filmów: Pamiętniki Barbie; Polly World; Trzech zbójców; Uciekające kurczaki; Dzielny szeryf Lucky Luke; Lucky Luke: Daisy Town. | |
| 2012 | |
| 1 września 2012 teleTOON+ wydłużył czas swojej emisji do 15 godzin i 30 minut na dobę – 06:00–21:30. Do 31 sierpnia 2012 kanał nadawał w godzinach 06:00–21:00. Premiery kreskówek: Marta mówi; Insekto; Nowe przygody Lucky Luke’a; Ninjago: Mistrzowie spinjitzu; Koszykarze; Księga dżungli; Rintinkan; Mały Książę; Sherlock Jak; Tempo Express; Inwazja Plankton; Baranek Shaun – sport Owiec; Kumple z dżungli; Pok i Mok; Zig i Sharko; Nina Patalo; Daltonowie; Spike Team. Premiery seriali: Sadie J; Przygody Sary Jane; Mia i ja; Mój kumpel anioł; Groove High; Potwory i ja; Leonardo. Premiery programów: Eurofan; Triki Tiki; Deserownia; Teletoon+ Play. Premiery filmów: Lucky Luke. Ballada o Daltonach; Kumple z dżungli – kierunek biegun; Barbie w Wigilijnej Opowieści; Barbie i podwodna tajemnica 2. | |
| 2013 | |
| 1 września 2013 teleTOON+ wydłużył czas swojej emisji do 16 godzin na dobę – 06:00–22:00. Do 31 sierpnia 2013 kanał nadawał w godzinach 06:00–21:30. Premiery kreskówek: Pound Puppies: Psia paczka; Transformers: Rescue Bots; Bolt i Blip; Dinofroz; Straszny Larry; Klub bystrzaków; Ranczo Leny; Smerfy; Kaijudo – Mistrzowie pojedynków; Littlest Pet Shop; Niezwykła piątka na tropie; Grajband; Dofus: Skarby Keruba. Premiery seriali: Czarodzieje kontra Obcy; Jadagrace. Premiery filmów: Marzenie Brenta; Titeuf; My Little Pony: Equestria Girls; Kocia ferajna; Barbie: Księżniczka i piosenkarka; Barbie i siostry w Krainie Kucyków. | |
| 2014 | |
| 1 lipca 2014 – Likwidacja Hyper+. Wydłużenie emisji do 20 godzin na dobę – 06:00–02:00 1 września 2014 – teleTOON+ modyfikuje logotyp. Premiery kreskówek: Pac-Man i upiorne przygody; My Little Pony: Przyjaźń to magia; Super 4. Premiery seriali: Kod Lyoko: Ewolucja; Grachi; M.I. High; Akademia tańca. Premiery programów: Brejk; Fresh Air; Technology; Joint; E-sport. Premiery filmów: Barbie i magiczne baletki; Barbie Mariposa i baśniowa księżniczka; Winx Club: Tajemnica morskich głębin; My Little Pony: Equestria Girls: Rainbow Rocks; Barbie i tajemnicze drzwi; Barbie: Idealne święta. | |
| 2015 | |
| 13 kwietnia 2015 teleTOON+ wydłużył czas swojej emisji do 21 godzin na dobę – 05:00–02:00. Do 12 kwietnia 2015 kanał nadawał w godzinach 06:00–02:00. Premiery kreskówek: Fistaszki; Zwierzaki-przebieraki; Biały delfin Um; Turbo Fast; Petz Klub; Przygody Kota w butach; Jamie Mamacki; Sonic Boom; Dorwać Asa. Premiery seriali: Radiowęzeł 13 i pół; Na końcu świata; The Avatars. Premiery filmów: Barbie: Super księżniczki; My Little Pony: Equestria Girls – Igrzyska Przyjaźni; Barbie i siostry: Wielka przygoda z pieskami; Bella Sara: Opowieść o magicznej krainie koni; Barbie: Rockowa księżniczka. | |
| 2016 | |
| Premiery kreskówek: Paka z Pniaka; Angry Birds Toons; Angry Birds Stella; Piggy Tales; K3; Pan Peabody i Sherman Show; Krudowie – u zarania dziejów; Bajgiel i Becia Show; Kuu Kuu Harajuku. Premiery programów: Radiowęzeł po szkole; Nasze zwierzaki; Bitwa o Akademię tańca. Premiery filmów: Barbie w świecie mody; My Little Pony: Equestria Girls – Legend of Everfree; Barbie i siostry na tropie piesków; Barbie: Tajne agentki; Barbie: Akademia Księżniczek. | |
| 2017 | |
| W 2017 roku TeleTOON+ zmienił grupę docelową odbiorców z 7–16 lat na dzieci w wieku wczesnoszkolnym. 6 grudnia 2017 roku zmodyfikowano oprawę graficzną – podzielono ją na zimową, wiosenną, letnią i jesienną, obowiązujące w zależności od pory roku, a także zliftingowano dotychczasową całoroczną oprawę. Jednocześnie wycofani zostali dotychczasowi bohaterowie oprawy – teleTOONki. Premiery kreskówek: Bystry Bill; Mirette na tropie; My Little Pony: Equestria Girls; Kacperiada; Oggy i karaluchy; Gadający Tom i przyjaciele; Angry Birds: Niebieściaki; Siostry. Premiera serialu: Siedmiu krasnoludków i ja. | |
| 2018 | |
| Premiery kreskówek: Lexi i Lottie: Bliźniaczki na tropie; Sissi – młoda cesarzowa; Kaeloo; Winston i Dudley; Polly Pocket; Mustang: Duch wolności; Trolle: Impreza trwa; Dom: Przygody Ocha i Tip. Premiery programów: Czas na taniec. Premiery filmów: My Little Pony: Equestria Girls – Zapomniana przyjaźń; My Little Pony: Equestria Girls – Rollercoaster przyjaźni. | |
| 2019 | |
| Premiery kreskówek: Łowcy trolli; Molang; Denver, ostatni dinozaur; Świat Winx; To jakieś czary!; Barbie Vlog; Ernest i Rebeka; Wishfart; Przygody Rocky’ego i Łosia Superktosia. Premiery filmów: My Little Pony: Equestria Girls – Świąteczne niespodzianki; My Little Pony: Equestria Girls – Wejściówka na backstage. | |
| 2020 | |
| Pod koniec 2020 roku strona teletoonplus.pl została wyłączona, a dotychczasowa witryna przekierowuje na podstronę VOD stacji w serwisie Canal+ online. Premiery kreskówek: Kleopatra i kosmos; Harvey Girls Forever; Klub Winx (sezon 8); Kosmiczna Sardynka; Wielkie przygody Kapitana Majtasa; She-Ra i księżniczki mocy; Barbie: Dreamhouse Adventures; Oktonauci; My Little Pony: Pony Life. Premiera filmu: Barbie: Gwiezdna przygoda. | |
| 2021 | |
| 4 lipca 2021 teleTOON+ wydłużył czas swojej emisji do 21 godzin i 30 minut – 05:00–02:30. Do 3 lipca 2021 kanał nadawał w godzinach 05:00–02:00. 2 sierpnia 2021 teleTOON+ skrócił czas swojej emisji do 21 godzin i 15 minut – 05:00–02:15. Do 1 sierpnia 2021 kanał nadawał w godzinach 05:00–02:30. Od 9 grudnia teleTOON+ zadebiutował w Polsat Box. Premiery kreskówek: 3 nie z tej ziemi: Opowieści z Arkadii; Zmykaj stąd, Jednorożcu; Strażniczki tęczy; Rodzina Treflików; MeteoHeroes. Na ratunek Ziemi; Gus. Mały – wielki rycerz; Dzieciak rządzi: Znowu w grze; Wielkie plany Archibalda; Ciekawski George (serial animowany). Premiera programu: Turbokozak Junior. Premiery filmów: Barbie w świecie gier; Barbie i Chelsea: Zgubione urodziny; Barbie: Wielkie miasto, wielkie marzenia.                     | |
| 2022 | Premiery kreskówek: Barbie: My dwie; Czarodzieje: Opowieści z Arkadii; Rainbow High; Truskawkowe Ciastko w wielkim mieście; Booba; Booba: Gotuj z Boobą; Przygody Booby; Sunny Bunnies; Arpo; Tomek i przyjaciele; Monk; Oggy i karaluchy: nowe Pokolenie; SuperThings – nowi bohaterowie w Kaboom City. Premiera programu: Detektyw Łodyga. Premiery filmów: Barbie: Delfiny z Magicznej Wyspy; Tomek i przyjaciele: Wyprawa poza wyspę Sodor. |
| 2023 | Premiery kreskówek: Dzielne króliczki; Dodo; Odlotowe opowieści; Kumple w dżungli na ratunek; Ronja, córka zbójnika; Świat Alvy. Premiera programu: Polska z góry. |
| 2024 | 11 czerwca 2024 teleTOON+ wydłużył czas swojej emisji do 21 godzin i 45 minut – 05:00–02:45. Do 10 czerwca kanał nadawał w godzinach 05:00–02:15. Premiery kreskówek: Barbie: Szczypta magii; Tara Duncan (2021); Przygody Berniego; W Papierowym Porcie; Wampiry, piraci i kosmici; Było sobie życie; Isadora Moon. Premiera programu: Polska z góry. Zamki, dworki, pałace. Premiery filmów: Biuro Detektywistyczne Lassego i Mai. Pierwsza tajemnica; Biuro Detektywistyczne Lassego i Mai. Rabuś z pociągu; Biuro Detektywistyczne Lassego i Mai. Tajemnica Skorpiona; Szkoła magicznych zwierząt; Szkoła magicznych zwierząt. Tajemnica szkolnego podwórka. |
| 2025 | Premiery kreskówek: Angelo rządzi. Premiera programu: Polska z góry. Nad wodą. |

## Programy

### Aktualnie emitowane
- Angelo rządzi
- Barbie Dreamhouse Adventures
- Było sobie życie
- Dodo
- Dzieciak rządzi: Znowu w grze
- Dzielne króliczki
- Gadający Tom i przyjaciele
- Gus. Mały – wielki rycerz
- Kumple z dżungli – na ratunek
- Odlotowe opowieści
- Oggy i karaluchy: Nowe pokolenie
- Piratka i Kapitano
- Polly Pocket (2018)
- Siostry
- Tara Duncan (2021)
- W Papierowym Porcie

### Dawniej emitowane
- 6 w pracy
- Angry Birds Toons
- Antoś
- Aparatka
- Arpo
- Bajgiel i Becia Show
- Barbie: My dwie
- Barbie: Szczypta magii
- Barbie Vlog
- Baranek Shaun
- Booba
- Bystry Bill (2016)
- Ciekawski George
- Czarodzieje: Opowieści z Arkadii
- Daltonowie
- Denver, ostatni dinozaur
- Dofus: Skarby Keruba
- Dorwać Asa
- Dolina Koni
- Dom: Przygody Ocha i Tip
- Ekstremalne kaczory
- Ernest i Rebeka
- G.I. Joe: Renegaci
- Gawayn
- Gormiti (2009)
- Grajband
- Harvey Girls Forever!
- Hot Wheels: Battle Force 5
- Huntik: Łowcy tajemnic
- Insekto
- Inwazja Plankton
- K3
- Kaeloo
- Kaijudo – Mistrzowie pojedynków
- Kapitan Biceps
- Kleopatra i kosmos
- Klub bystrzaków
- Klub Winx
- Kod Lyoko
- Kosmiczna Sardynka
- Krudowie – u zarania dziejów
- Kumple z dżungli
- Lexi i Lottie: Bliźniaczki na tropie
- Liga Złośliwców
- Littlest Pet Shop
- Lou!
- Mali wszechmocni
- Marta mówi
- Martin Tajemniczy
- MeteoHeroes. Na ratunek Ziemi
- Miasto kur
- Moje życie ze mną
- Molang
- Monk
- Mustang: Duch wolności
- My Little Pony: Equestria Girls
- My Little Pony: Przyjaźń to magia
- My Little Pony: Pony Life
- Niezwykła piątka na tropie
- Ninjago: Mistrzowie spinjitzu
- Nowe przygody Lucky Luke’a
- Oggy i karaluchy
- Pac-Man i upiorne przygody
- Pan Peabody i Sherman Show
- Petz Klub
- Pok i Mok
- Pound Puppies: Psia paczka
- Przygody Berniego
- Przygody Booby
- Przygody Kota w butach
- Przygody Rocky’ego i Łosia Superktosia
- Rainbow High
- Ronja, córka zbójnika
- Ruby Gloom
- Sally Bollywood
- Sherlock Jak
- She-Ra i księżniczki mocy
- Siedmiu krasnoludków i ja
- Sissi – młoda cesarzowa
- Smerfy
- Sonic Boom
- Spike Team
- Straszny Larry
- Świat Alvy
- Supa Strikas: Piłkarskie rozgrywki
- Super 4
- SuperThings – nowi bohaterowie w Kaboom City
- Superszpiedzy
- SuperZeke
- Sidekick
- Sunny Bunnies
- Szczypta magii
- Tara Duncan (2010)
- Tempo Express
- Titeuf
- Trolle: Impreza trwa!
- To jakieś czary!
- Transformers: Rescue Bots
- Truskawkowe Ciastko w wielkim mieście
- Turbo Fast
- Wampiry, piraci i kosmici
- Wakfu
- Wielkie plany Archibalda
- Wielkie przygody Kapitana Majtasa
- Winston i Dudley
- Wishfart
- W pułapce czasu
- Zielony patrol
- Ziemniak – ostatnie starcie
- Zig i Sharko
- Zwierzaki-przebieraki

### Seriale aktorskie
Dawniej:
- Akademia tańca
- Czarodzieje kontra Obcy
- Giganci
- Grachi
- Groove High
- Jadagrace
- Kod Lyoko: Ewolucja
- Mój kumpel anioł
- Mia i ja
- Na końcu świata
- Leonardo
- Pora na hit!
- Potwory i ja
- Przygody Sary Jane
- Przypadki nastolatki
- S.A.W. Szkolna Agencja Wywiadowcza
- Sadie J
- The Avatars
- Zagubieni z lotu 29

### Seriale krótkometrażowe
Dawniej:
- Angry Birds Toons
- Angry Birds: Niebieskie Ptaki
- Angry Birds Stella
- Baranek Shaun – sportOwiec
- Fistaszki
- Imp
- Leon Nie-zawodowiec
- Mobile
- Ralf, szczur rekordzista
- Rintinkan
- Rudolf
- Świńskie opowieści
- Talking Tom Heroes
- Talking Tom Shorts

### Programy autorskie
Aktualnie w emisji:
- Deserownia
- Detektyw Łodyga
- Polska z góry
- Radiowęzeł 13 i pół
- Turbokozak Junior

Dawniej:

- Brejk
- Czas na taniec
- Dziś rządzi
- E-Sport
- Eurofan
- Fresh Air
- Joint
- Nasze zwierzaki
- Polska z góry. Zamki, dworki, pałace
- Radiowęzeł po szkole
- Technology
- teleTOON+ gry
- teleTOON+ play
- teleTOON+ poznajmy się
- teleTOON+ sport
- Triki Tiki
- Zagadki teleTOON+
- Zwierzakowo

## Logo
| Okres wykorzystywania                                                                                                  | Opis | Zdjęcie |
| --- | --- | ------- |
| od 1 października do 11 listopada 2011 (na ekranie), od 1 października 2011 do 31 sierpnia 2014 (w oprawie graficznej) | Logo podobne do francuskiego odpowiednika stacji, tylko brakuje kreski nad "e". Na ekranie w lewym dolnym rogu. Pomimo wycofania logo 11 listopada 2011 z powodu rebrandingu stacji tematycznych Cyfry+, nadal było wykorzystywane w oprawie graficznej aż do 31 sierpnia 2014, kiedy zastąpiono je trzecim logiem.                                        |         |
| od 11 listopada 2011 do 31 sierpnia 2014 (tylko na ekranie)                                                            | Charakterystyczna fioletowa "karteczka", na której jest stylizowany napis "teleTOON". "Karteczka" znajduje się na czarnym prostokącie z plusem po prawej stronie. Na ekranie początkowo w lewym górnym rogu, natomiast od 23 listopada 2011 w prawym górnym rogu. Logo było wykorzystywane jedynie na ekranie, gdyż oprawa antenowa używała pierwsze logo. |         |
| od 1 września 2014 do 6 grudnia 2017 (na ekranie), od 1 września 2014 (w oprawie graficznej)                           | Trzy barwy kolorów: żółty, pomarańczowy i różowy znajdujące się na fioletowym prostokącie z loga CANAL+. Jednak zamiast napisu "CANAL" znajduje się tam tekst "teleTOON" w stylu z poprzedniego logo. Na ekranie w prawym górnym rogu. |         |
| od 6 grudnia 2017 | Kolorystyka logo na ekranie zależna od pory roku, w porze zimowej - błękitna, w porze wiosennej - zielona, w porze letniej - biała, w porze jesiennej - pomarańczowa. Część oprawy antenowej używa poprzedniego logotypu. |         |
| od 6 grudnia 2017 | Kolorystyka logo na ekranie zależna od pory roku, w porze zimowej - błękitna, w porze wiosennej - zielona, w porze letniej - biała, w porze jesiennej - pomarańczowa. Część oprawy antenowej używa poprzedniego logotypu. |         |
| od 6 grudnia 2017 | Kolorystyka logo na ekranie zależna od pory roku, w porze zimowej - błękitna, w porze wiosennej - zielona, w porze letniej - biała, w porze jesiennej - pomarańczowa. Część oprawy antenowej używa poprzedniego logotypu. |         |
| od 6 grudnia 2017 | Kolorystyka logo na ekranie zależna od pory roku, w porze zimowej - błękitna, w porze wiosennej - zielona, w porze letniej - biała, w porze jesiennej - pomarańczowa. Część oprawy antenowej używa poprzedniego logotypu. |         |